# Cerodontha aristella
Cerodontha aristella är en tvåvingeart som beskrevs av Spencer 1961. Cerodontha aristella ingår i släktet Cerodontha och familjen minerarflugor. Inga underarter finns listade i Catalogue of Life.